# Кетлін (Нью-Йорк)
Кетлін (англ. Catlin) — місто (англ. town) в США, в окрузі Чеманг штату Нью-Йорк. Населення — 2541 особа (2020).

## Демографія
Згідно з переписом 2010 року, у місті мешкало 2618 осіб у 1045 домогосподарствах у складі 777 родин. Було 1119 помешкань
Расовий склад населення:
| - 97,6 % — білих - 0,5 % — чорних або афроамериканців - 0,5 % — азіатів - 0,3 % — корінних американців |

До двох чи більше рас належало 1,0 %. Частка іспаномовних становила 0,8 % від усіх жителів.
За віковим діапазоном населення розподілялося таким чином: 22,7 % — особи молодші 18 років, 63,9 % — особи у віці 18—64 років, 13,4 % — особи у віці 65 років та старші. Медіана віку мешканця становила 41,9 року. На 100 осіб жіночої статі у місті припадало 101,7 чоловіків;  на 100 жінок у віці від 18 років та старших — 100,9 чоловіків також старших 18 років.
Середній дохід на одне домашнє господарство  становив 78 421 долар США (медіана — 64 219), а середній дохід на одну сім'ю — 85 334 долари (медіана — 71 522). Медіана доходів становила 51 431 долар для чоловіків та 40 250 доларів для жінок. За межею бідності перебувало 10,9 % осіб, у тому числі 15,2 % дітей у віці до 18 років та 6,6 % осіб у віці 65 років та старших.
Цивільне працевлаштоване населення становило 1349 осіб. Основні галузі зайнятості: освіта, охорона здоров'я та соціальна допомога — 24,2 %, виробництво — 24,1 %, роздрібна торгівля — 13,6 %, будівництво — 9,0 %.